# Alikul Osmonov
Alikul Osmonov (kirguiz Алыкул Осмонов) (Kaptal-Aryk, 21 de marzo de 1915-12 de diciembre de 1950) fue un poeta kirguís.
Se quedó huérfano de niño y el estado se ocupó de él. Publicó su primer poemario Poemas al alba en 1935.  
Murió de neumonía con 35 años. 
Hay una estatua en la Biblioteca Nacional de Biskek, y un museo dedicado a él en el pueblo donde nació.
Desde abril de 2015, la Biblioteca nacional de Kirguistán lleva su nombre en homenaje.